# 賴瑛 (景泰舉人)
賴瑛（15世紀—15世紀），字文玉，北直隸河間府任丘縣人，明朝政治人物。

## 生平
賴瑛是景泰七年（1456年）丙子科順天鄉試舉人，成化九年（1473年）授翼城知縣，以仁義駕馭人民，嚴厲管束胥吏，二十三年（1487年）陞高郵州知州，闡明法律，減免稅賦，人民感懷其德。

## 引用
1. 1 2  乾隆《任邱縣志·卷九·人物志上》：賴瑛，字文玉，景泰丙子舉人，初任翼城，仁以御民，嚴以束吏，陞高郵州牧，明法律，省催科，民懷其惠。
2. ↑  乾隆《翼城縣志·卷十二·宦績》：賴瑛 字文玉，□□，任邱人，成化九年任，仁以御民，嚴以束吏，民皆慕之。